# Teaterbygningen Fanefjord
Teaterbygningen Fanefjord er en værkstedskole for unge med særlige behov.
Den ligger i Store Damme på Møn.
Skolens formål er at hjælpe de unge med at få et job og et så almindeligt boliv som muligt, og stiler mod, i så høj grad det
er muligt, at gøre eleven selvhjulpen.
Skolen laver primært teaterforestillinger og andre kulturarrangementer.
Målet er, i samarbejde med kommune og forældre, at udsluse de unge til anden uddannelse eller til arbejde, evt. på særlige vilkår, og til egen bolig eller bofællesskab.
Skolen har en række værksteder.
- It- og teknik værksted
- Køkken og systue
- Træ- og pedel værksted

|  | Denne artikel om en bygning eller et bygningsværk kan blive bedre, hvis der indsættes et (bedre) billede. Du kan hjælpe ved at afsøge Wikimedia Commons for et passende billede eller lægge et op på Wikimedia Commons med en af de tilladte licenser og indsætte det i artiklen. |

54°54′52.2″N 12°09′34.5″Ø / 54.914500°N 12.159583°Ø